# The Unforgettable Fire (canción)
«The Unforgettable Fire», es el cuarto tema y el que da título al álbum The Unforgettable Fire, de la banda irlandesa U2. También se incluyó en el recopilatorio The Best of 1980-1990.
El tema muestra la nueva esfera de influencias de Brian Eno en la música del grupo. Por primera vez, Bono canta con voz de falsete y entona algunas líneas ciertamente difíciles en una canción dominada por la música y no por la letra; la música, además, sube de tono gracias a los arreglos para cuerda realizados por Noel Kelehan, de la RTE Light Orchestra.
El sencillo del tema que da título al álbum, fue una elección inusual para un sencillo de la época, quizá por ello no logró entrar en las listas de éxitos de Estados Unidos. En Gran Bretaña, sin embargo, consiguió posicionarse en el puesto número 6. El sencillo se distribuyó en diferentes formatos y con distintos temas para que los seguidores incondicionales del grupo se animaran a comprar todos los formatos.

## En directo
La canción se interpretó por el grupo durante todo el Unforgettable Fire Tour de 1984-85. También fue interpretada de manera regular en el Joshua Tree Tour de 1987 y, de manera esporádica, en el Lovetown Tour de 1989-90. Pasarían 19 años hasta ser incluida de nuevo en una gira, el 360° Tour. Se tocó durante la primera mitad de la gira, entre 2009 y 2010.
La última vez que se interpretó en directo fue en 2018 en un concierto celebrado en Copenhague, Dinamarca, en el marco del Experience + Innocence Tour.
Al comienzo The Edge solo tocaba el teclado, sin embargo, se necesitaban también los sonidos extras de la guitarra al mismo tiempo, por lo que decidió incluir en el escenario un secuenciador con los sonidos de la pista ya programados.

## Lista de canciones

### Versión 1
1. "The Unforgettable Fire" (4:56)
2. "A Sort of Homecoming" (Live from Wembley) (4:06)

El lanzamiento más común en 7".

### Versión 2
1. "The Unforgettable Fire" (4:56)
2. "MLK" (Album Version) (2:32)

Un lanzamiento en 7" para Australia y Nueva Zelanda.

### Versión 3
1. "The Unforgettable Fire" (4:56)
2. "A Sort of Homecoming" (Live from Wembley) (4:06)
3. "Love Comes Tumbling" (4:45)
4. "The Three Sunrises" (3:52)
5. "Sixty Seconds in Kingdom Come" (3:15)

Doble lanzamiento en 7" para Irlanda y el Reino Unido.

### Versión 4
1. "The Three Sunrises" (3:52)
2. "The Unforgettable Fire" (4:56)
3. "A Sort of Homecoming" (Live from Wembley) (4:06)
4. "Love Comes Tumbling" (4:45)
5. "Bass Trap" (5:17)

Lanzamiento en 12", casete y CD. La edición canadiense tiene un inicio falso al comienzo de "Love Comes Tumbling".

### Versión 5
1. "The Three Sunrises" (3:52)
2. "The Unforgettable Fire" (4:56)
3. "A Sort of Homecoming" (Live from Wembley Different Mix) (4:06)
4. "Love Comes Tumbling" (Alternate Vocal) (4:37)
5. "Bass Trap" (5:17)

Lanzamiento en 12" para Australia. "A Sort Of Homecoming" y "Love Comes Tumbling" were eran versiones distintas.
- Datos: Q2024577